# Hartmann Lauterbacher
Hartmann Lauterbacher (24 mai 1909 - 12 avril 1988) était un haut 
responsable dans les jeunesses hitlériennes.